# Медали ООН

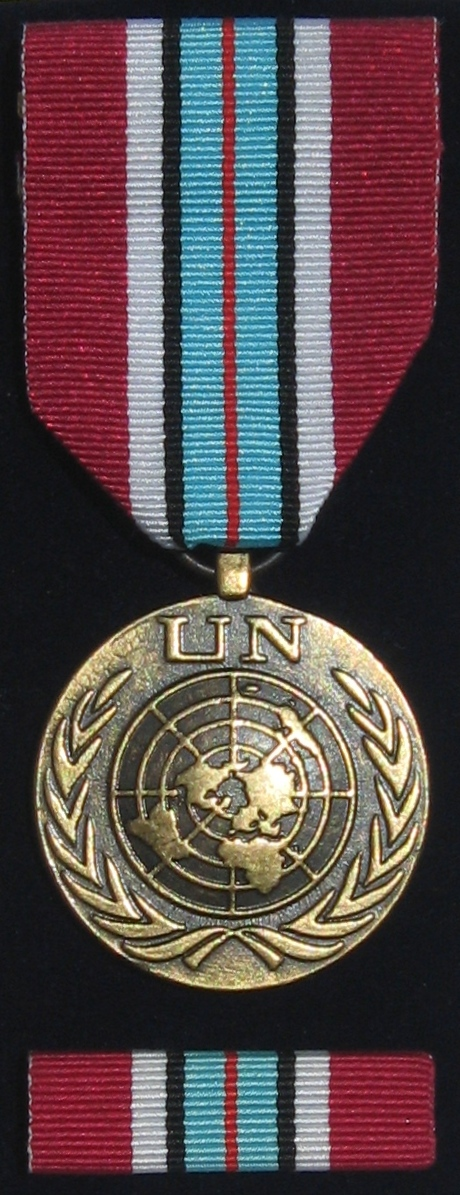
Медаль ООН (типовая, лента СООННР/UNDOF)

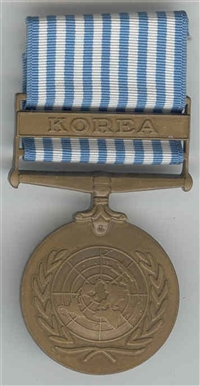
Медаль «За службу ООН в Корее»

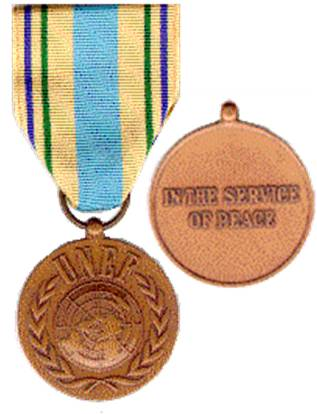
Медаль ООН «UNEF»

Лента медали ООН с обозначением нескольких сроков выслуги

Медали Организации Объединённых Наций — награды, вручаемые от имени ООН участникам миротворческих миссий и операций Организации Объединённых Наций. Эти медали не являются знаками отличия за личные подвиги или достижения, а только отмечают факт участия в миссии или операции ООН в течение определённого времени.
Также ООН учреждены две особые медали — медаль «За исключительную отвагу» имени капитана Мбайе Дианя для награждения миротворцев, отличившихся в крайне опасной обстановке, и медаль Дага Хаммаршёльда для награждения миротворцев, погибших при исполнении своих служебных обязанностей.

## История
Первая медаль ООН (англ. The United Nations Service Medal) была учреждена в 1951 году для вручения участникам операции сил ООН в Корее. При этом был установлен минимальный срок участия в операции для получения права на медаль — 30 дней. Медаль несла на себе изображение эмблемы ООН и обозначение операции на планке, к которой крепилась лента медали. Лента медали состояли из белых и голубых полос. Белый цвет символизирует мир, голубой является цветом ООН. В дальнейшем на лентах всех учреждённых ООН медалей обязательно присутствует голубой цвет; остальные цвета на лентах обычно символизируют те страны, на территории которых проводилась миссия или операция.
Через несколько лет после корейской была учреждена новая медаль, для награждения участников первой военной операции по поддержанию мира под оперативным контролем и руководством Организации Объединённых Наций — Чрезвычайных вооружённых сил ООН (UNEF). Внешне медаль в целом повторяла корейскую, но название операции помещалось уже не на планке, а на самой медали. На обороте медали впервые появился девиз миротворческих сил ООН: In the Service of Peace («На службе мира»), в дальнейшем помещавшийся на всех медалях ООН.
В 1959 году была учреждена медаль для награждения участников миссии по наблюдению за выполнением условий перемирия на Ближнем Востоке (ОНВУП). Для медали был введён типовой образец, без указания на нём названия миссии или операции. Изначально планировалось использовать эту медаль и для других миссий, обозначая название миссии на металлической планке, закреплённой на ленте, но в дальнейшем было принято решение, для различия, за какую миссию или операцию выдана медаль, учреждать ленты отличных друг от друга расцветок.
16 февраля 1966 года Генеральный секретарь ООН утвердил Положение о медали Организации Объединённых Наций.
Для некоторых новых миссий и операций не учреждаются ленты медали, а используются уже существующие, в некоторых случаях — с металлической планкой на ленте, на которой указывается название миссии или операции.
Медалью награждаются военнослужащие и гражданские полицейские, прослужившие в составе миссии или операции определённый срок, от 30 до 180 дней. Для большинства миссий и операций этот срок установлен в 90 дней. С 21 июня 1979 года, в случае выслужения нескольких положенных сроков, на ленту медали крепится металлическая цифра, показывающая число этих сроков (2, 3, и т.д.), так как повторного награждения медалью за одну и ту же миссию не предусмотрено.
В 1997 году была учреждена особая награда — медаль Дага Хаммаршёльда. Она вручается родственникам миротворцев, погибших при исполнении служебных обязанностей, и имеет вид хрустального эллипсоида с выгравированным именем погибшего миротворца.

## Внешний вид
1 вариант («Корея»)
Медаль бронзовая в форме диска диаметром 35,5 мм (1,4 дюйма). На лицевой стороне рельефное изображение эмблемы Организации Объединённых Наций. На оборотной стороне рельефная надпись в 5 строк: «FOR SERVICE IN THE DEFENCE OF THE PRINCIPLES OF THE CHARTER OF THE UNITED NATIONS» («За службу в защиту принципов Устава Организации Объединённых Наций»). Диск жёстко крепится к фигурной бронзовой скобе, в верхней части которой на прямоугольной планке помещена рельефная надпись «KOREA» («Корея»). Через скобу пропускается лента медали. Данный тип медали использовался только для награждения за участие в корейской операции. Все надписи на медали выполняются на языке одной из стран, участвовавших в миссии: на английском, французском, испанском, датском, греческом, итальянском, голландском, шведском, турецком языках или на санскрите.
2 вариант (ЧВСООН/UNEF)
Медаль бронзовая в форме диска диаметром 35,5 мм. На лицевой стороне рельефное изображение эмблемы Организации Объединённых Наций, над которой по дуге литеры «UNEF». На оборотной стороне рельефная надпись в 2 строки: «IN THE SERVICE OF PEACE» («На службе мира»). В верхней части диска имеется ушко, через которое продето кольцо диаметром 12 мм (0,5 дюйма). Через кольцо пропускается лента медали. Данный тип медали использовался только для награждения за участие в операции ЧВСООН I (UNEF I).
3 вариант (типовой образец)
Медаль бронзовая в форме диска диаметром 35,5 мм. На лицевой стороне рельефное изображение эмблемы Организации Объединённых Наций, над которой литеры «UN» в линию. На оборотной стороне рельефная надпись в 2 строки: «IN THE SERVICE OF PEACE» («На службе мира»). В верхней части диска имеется ушко, через которое продето кольцо диаметром 12 мм (0,5 дюйма). Через кольцо пропускается лента медали. Данный тип медали используется для награждения за участие во всех миротворческих миссиях и операциях (кроме двух, указанных выше), а также для двух особых медалей. Для каждой миссии и операции используется особая лента.

## Медали ООН

### Медали за участие в миротворческих миссиях и операциях ООН
Медали представлены в хронологическом порядке по датам начала миссий/операций ООН, с возможностью сортировки по официальным аббревиатурам/акронимам миссий и операций на русском языке и датам учреждения медалей.
| №  | Миссия/операция                     | Лента медали | Дата учреждения  | Стаж, дней | Сн.                                |
| -- | ----------------------------------- | ------------ | ---------------- | ---------- | ---------------------------------- |
| 1  | ОНВУП / UNTSO (1948 — н/в)          |              | 30 июля 1959     | 180        | [ K 1 ] [ 5 ] [ 6 ]                |
| 2  | ГВНООНИП / UNMOGIP (1949 — н/в)     |              |                  | 180        | [ K 2 ] [ 7 ] [ 8 ]                |
| 3  | Операция ООН в Корее (1950—1954)    |              | 25 сентября 1951 | 30         | [ K 3 ] [ 9 ] [ 10 ] [ 11 ] [ 12 ] |
| 4  | ЧВСООН I / UNEF I (1956—1967)       |              | 1957             | 90         | [ 13 ]                             |
| 5  | ЮНОГИЛ / UNOGIL (1958)              |              |                  | 180        | [ 14 ]                             |
| 6  | ОНУК / ONUC (1960—1964)             |              | 1963             | 90         | [ K 4 ] [ 15 ]                     |
| 7  | СБООН / UNSF (1962—1963)            |              |                  | 90         | [ 16 ] [ 17 ]                      |
| 8  | МООННЙ / UNYOM (1963—1964)          |              |                  | 60         | [ 18 ]                             |
| 9  | ВСООНК / UNFICYP (1964 — н/в)       |              |                  | 30 90      | [ K 5 ] [ 19 ] [ 20 ]              |
| 10 | ЮНИПОМ / UNIPOM (1965—1966)         |              |                  | 90         | [ K 6 ] [ 7 ] [ 21 ]               |
| 11 | ЧВСООН II / UNEF II (1973—1979)     |              |                  | 90         | [ 22 ]                             |
| 12 | СООННР / UNDOF (1974 — н/в)         |              |                  | 90         | [ K 7 ] [ 23 ]                     |
| 13 | ВСООНЛ / UNIFIL (1978 — н/в)        |              |                  | 90         | [ K 8 ] [ 24 ]                     |
| 14 | ИИГВНООН / UNIIMOG (1988—1991)      |              |                  | 90         | [ 25 ]                             |
| 15 | КМООНА I / UNAVEM I (1988—1991)     |              |                  | 90         | [ 26 ]                             |
| 16 | ЮНТАГ / UNTAG (1989—1990)           |              |                  | 90         | [ 27 ]                             |
| 17 | ГНООН в ЦА / ONUCA (1989—1992)      |              |                  | 90         | [ 28 ]                             |
| 18 | ИКМООНН / UNIKOM (1991—2003)        |              |                  | 90         | [ 29 ]                             |
| 19 | КМООНА II / UNAVEM II (1991—1995)   |              |                  | 90         | [ K 9 ] [ 26 ]                     |
| 20 | МНООНС / ONUSAL (1991—1995)         |              | январь 1992      | 90         | [ 30 ]                             |
| 21 | МООНРЗС / MINURSO (1991 — н/в)      |              |                  | 90         | [ 31 ]                             |
| 22 | ПМООНК / UNAMIC (1991—1992)         |              |                  | 90         | [ 32 ]                             |
| 23 | СООНО / UNPROFOR (1992—1995)        |              |                  | 90         | [ 33 ]                             |
| 24 | ЮНТАК / UNTAC (1992—1993)           |              |                  | 90         | [ K 10 ] [ 34 ]                    |
| 25 | ЮНОСОМ I / UNOSOM I (1992—1993)     |              |                  | 90         | [ 35 ]                             |
| 26 | ЮНОМОЗ / UNOMOZ (1992—1994)         |              |                  | 90         | [ 36 ]                             |
| 27 | ЮНОСОМ II / UNOSOM II (1993—1995)   |              |                  | 90         | [ 35 ]                             |
| 28 | МНООНУР / UNOMUR (1993—1994)        |              |                  | 180        | [ 37 ]                             |
| 29 | МООННГ / UNOMIG (1993—2009)         |              | февраль 1994     | 180        | [ 38 ]                             |
| 30 | МНООНЛ / UNOMIL (1993—1997)         |              | март 1994        | 90         | [ 39 ]                             |
| 31 | МООНГ / UNMIH (1993—1996)           |              |                  | 90         | [ K 11 ] [ 40 ] [ 41 ]             |
| 32 | МООНПР / UNAMIR (1993—1996)         |              | декабрь 1993     | 90         | [ 42 ]                             |
| 33 | ГВСООН / UNMLT (1993—1994)          |              |                  | 90         | [ K 12 ] [ 14 ] [ 34 ]             |
| 34 | МНООНТ / UNMOT (1994—2000)          |              | декабрь 1995     | 90         | [ 43 ]                             |
| 35 | КМООНА III / UNAVEM III (1995—1997) |              |                  | 90         | [ K 13 ] [ 26 ]                    |
| 36 | СПРООН / UNPREDEP (1995—1999)       |              | май 1996         | 90         | [ 44 ]                             |
| 37 | МООНБГ / UNMIBH (1995—2002)         |              | август 1996      | 90         | [ 45 ]                             |
| 38 | ВАООНВС / UNTAES (1996—1998)        |              | март 1996        | 90         | [ 46 ]                             |
| 39 | МНООНПП / UNMOP (1996—2002)         |              | май 1996         | 90         | [ 47 ]                             |
| 40 | МИНУГУА / MINUGUA (1997)            |              |                  | 90         | [ K 14 ] [ 48 ]                    |
| 41 | ГППООН / UNPSG (1998)               |              |                  | 90         | [ 49 ]                             |
| 42 | МООНЦАР / MINURCA (1998—2000)       |              |                  | 90         | [ 50 ]                             |
| 43 | МНООНСЛ / UNOMSIL (1998—1999)       |              |                  | 90         | [ 51 ] [ 52 ]                      |
| 44 | МООНК / UNMIK (1999 — н/в)          |              | сентябрь 1999    | 180        | [ K 15 ] [ 53 ]                    |
| 45 | МООНВТ / UNAMET (1999)              |              | 9 декабря 1999   | 90         | [ K 16 ] [ 54 ]                    |
| 46 | МООНСЛ / UNAMSIL (1999—2005)        |              |                  | 90         | [ 52 ]                             |
| 47 | ВАООНВТ / UNTAET (1999—2002)        |              | 9 декабря 1999   | 90         | [ 55 ]                             |
| 48 | МООНДРК / MONUC (1999—2010)         |              | 2 мая 2000       | 90         | [ 56 ]                             |
| 49 | МООНЭЭ / UNMEE (2000—2008)          |              | январь 2001      | 90         | [ 57 ]                             |
| 50 | МООНПВТ / UNMISET (2002—2005)       |              | 9 декабря 1999   | 90         | [ K 17 ] [ 55 ]                    |
| 51 | МООНЛ / UNMIL (2003—2018)           |              | 1 октября 2003   | 90         | [ 58 ]                             |
| 52 | ОООНКИ / UNOCI (2004—2017)          |              |                  | 90         | [ 59 ]                             |
| 53 | МООНСГ / MINUSTAH (2004—2017)       |              |                  | 90         | [ 60 ] [ 61 ]                      |
| 54 | ОНЮБ / ONUB (2004—2006)             |              |                  |            |                                    |
| 55 | МООНВС / UNMIS (2005—2011)          |              |                  | 90         | [ 14 ] [ 62 ]                      |
| 56 | ИМООНТ / UNMIT (2006—2012)          |              |                  | 90         | [ 14 ] [ 63 ]                      |
| 57 | ЮНАМИД / UNAMID (2007 — н/в)        |              |                  | 90         | [ 64 ]                             |
| 58 | МИНУРКАТ / MINURCAT (2007—2010)     |              |                  |            |                                    |
| 59 | МООНСДРК / MONUSCO (2010 — н/в)     |              | 2 мая 2000       | 90         | [ K 18 ] [ 56 ]                    |
| 60 | ЮНИСФА / UNISFA (2011 — н/в)        |              |                  |            |                                    |
| 61 | МООНЮС / UNMISS (2011 — н/в)        |              |                  | 90         | [ 14 ] [ 65 ]                      |
| 62 | МООННС / UNSMIS (2012)              |              |                  |            |                                    |
| 63 | МИНУСМА / MINUSMA (2013 — н/в)      |              |                  |            |                                    |
| 64 | МИНУСКА / MINUSCA (2014 — н/в)      |              | 10 апреля 2014   |            | [ 66 ] [ 67 ]                      |

Планки к медалям за участие в миссиях и операциях ООН
| № | Миссия/операция               | Планка на ленту           | Дата учреждения | Стаж, дней | Сн.                 |
| - | ----------------------------- | ------------------------- | --------------- | ---------- | ------------------- |
| 1 | ОНУК / ONUC (1960—1964)       | планка «CONGO» на ленту   |                 | 90         | [ K 19 ] [ 15 ]     |
| 2 | ЮНГОМАП / UNGOMAP (1988—1990) | планка «UNGOMAP» на ленты |                 | 90         | [ 5 ] [ 23 ] [ 24 ] |
| 3 | ОСГАП / OSGAP (1990—1995)     | планка «OSGAP» на ленту   |                 | 90         |                     |
| 4 | ОООНВД / UNCRO (1995—1996)    | планка «UNCRO» на ленту   |                 | 90         | [ 14 ]              |
| 5 | МООНПГ / UNSMIH (1996—1997)   | планка «UNSMIH» на ленту  |                 | 90         | [ K 20 ] [ 41 ]     |
| 6 | МНООНА / MONUA (1997—1999)    | планка «MONUA» на ленту   |                 | 90         | [ 14 ]              |
| 7 | ПМООНГ / UNTMIH (1997)        | планка «UNTMIH» на ленту  |                 | 90         | [ K 21 ] [ 41 ]     |
| 8 | ГПМООНГ / MIPONUH (1997—2000) | планка «MIPONUH» на ленту |                 | 90         | [ K 22 ] [ 41 ]     |
| 9 | МГМПГ / MICAH (2000—2003)     | планка «MICAH» на ленту   |                 | 90         | [ K 23 ] [ 41 ]     |

### Медали за участие в прочих миссиях ООН
| Медаль                                                                  | Лента медали | Дата учреждения | Основания награждения | Стаж, дней | Сн.                         |
| ----------------------------------------------------------------------- | ------------ | --------------- | --- | ---------- | --------------------------- |
| Медаль «Центральные учреждения ООН» (United Nations Head Quarter Medal) |              | 1997            | Для награждения квалифицированного персонала и офицеров, прикомандированных для работы на должностях сотрудников в центральных учреждениях ООН в Нью-Йорке и оказания помощи в планировании и осуществлении новых миссий | 90         | [ 68 ]                      |
| Медаль «За особые заслуги» (United Nations Special Services Medal)      |              | июнь 1995       | Для награждения военнослужащих и гражданских полицейских, работающих в ООН в ином качестве, нежели в составе вышеуказанных миротворческих миссий или в центральных учреждениях ООН. Для указания миссии или сферы деятельности, за работу в которой вручена медаль, на ленту добавляется планка с названием страны или организации системы ООН (УВКБ, ЮНСКОМ и т.д.) | 90         | [ 69 ] [ 70 ] [ 71 ] [ 20 ] |

### Медаль «За исключительную отвагу» имени капитана Мбайе Дианя
Совет Безопасности ООН своей резолюцией 2154 (2014) от 8 мая 2014 года постановил учредить медаль «За исключительную отвагу» имени капитана Мбайе Дианя (англ. Captain Mbaye Diagne Medal for Exceptional Courage). Медалью предписано награждать сотрудников ООН и связанных с ней сотрудников, проявивших исключительную отвагу в особо опасной обстановке при исполнении своих обязанностей на службе человечества и Организации Объединённых Наций.

Лента медали

Медаль учреждена в память о капитане Мбайе Диане, миротворце ООН из Сенегала, спасшего сотни мирных жителей во время геноцида 1994 года в Руанде и погибшего в ходе миротворческой миссии (МООНПР).
Первым новой медалью 19 мая 2016 года был посмертно награждён капитан Мбайе Диань. На специальной церемонии Генеральный секретарь ООН Пан Ги Мун вручил награду вдове капитана.
Медаль носится на шее и имеет вид позолоченной эмблемы ООН, подвешенной к прямоугольной планке, к которой крепится лента, голубая с тремя жёлтыми полосами.

### Медаль Дага Хаммаршёльда
Совет Безопасности ООН своей резолюцией 1121 (1997) от 22 июля 1997 года постановил учредить медаль Дага Хаммаршёльда в дань памяти о пожертвовавших своей жизнью участников операций по поддержанию мира под оперативным контролем и руководством Организации Объединённых Наций.
Генеральный секретарь ООН, в исполнение этой резолюции, своим бюллетенем от 1 декабря 2000 года, вступившим в силу с 1 января 2001 года, утвердил учреждение медали и её положение.
Медаль вручается родственникам награждённого, которые имею право демонстрировать медаль на мероприятиях, посвящённых награждённому лицу или миротворцам Организации Объединённых Наций. Первая медаль была вручена 6 октября 1998 года семье Дага Хаммаршёльда.

## Комментарии
1. ↑  Военные наблюдатели из Австрии, Дании, Ирландии, Канады, Финляндии и Швеции, приписанные к ОНВУП как к основной миссии, а затем командированные на службу в ЮНГОМАП, имеют право, отработав 90 дней, на получение медалей ОНВУП с планкой «UNGOMAP».
2. ↑  Военные наблюдатели Индо-пакистанской миссии ООН по наблюдению (ЮНИПОМ, 1965—1966) так же имели право на получение медали ГВНООНИП.
3. ↑  Официальное название медали: The United Nations Service Medal.
4. ↑  Указанная лента учреждена в 1963 году. До этого медаль выдавалась на ленте голубого цвета с белыми полосками (аналогичной медали ОНВУП), с металлической планкой «CONGO».
5. ↑  В период с 27 марта 1964 по 26 марта 1965 года срок выслуги — 30 дней, с 27 марта 1965 года — 90 дней.
6. ↑  Военные наблюдатели ЮНИПОМ имели право на получение медали на ленте ГВНООНИП.
7. ↑  Военные наблюдатели из Польши, приписанные к СООННР как к основной миссии, а затем командированные на службу в ЮНГОМАП, имеют право, отработав 90 дней, на получение медалей СООННР с планкой «UNGOMAP».
8. ↑  Военные наблюдатели из Ганы, Непала и Фиджи, приписанные к ВСООНЛ как к основной миссии, а затем командированные на службу в ЮНГОМАП, имеют право, отработав 90 дней, на получение медалей ВСООНЛ с планкой «UNGOMAP».
9. ↑  Сотрудники КМООНА II, являвшейся продолжением КМООНА I, представляются к медали на ленте медали КМООНА I (UNAVEM I).
10. ↑  Военные наблюдатели Группы военной связи Организации Объединённых Наций (ГВСООН, 1993—1994) так же имели право на получение медали ЮНТАК.
11. ↑  В случае награждения медалью за участие в МООНГ и последующего награждения за участие в МООНПГ, ПМООНГ, ГПМООНГ или МГМПГ, на ленту крепится также и планка «UNMIH», совместно с планками «UNSMIH», «UNTMIH», «MIPONUH» или «MICAH».
12. ↑  Военные наблюдатели ГВСООН имели право на получение медали на ленте ЮНТАК.
13. ↑  Сотрудники КМООНА III, являвшейся продолжением КМООНА I и КМООНА II, представляются к медали на ленте медали КМООНА I (UNAVEM I).
14. ↑  До учреждения этой медали участникам миссии вручалась медаль «За особые заслуги» с планкой «MINUGUA» на ленте.
15. ↑  До 21 июня 2000 года официальная аббревиатура миссии на русском языке была МООНВАК.
16. ↑  Медаль учреждена после окончания миссии, одновременно для МООНВТ и ВАООНВТ.
17. ↑  Сотрудники МООНПВТ, являвшейся продолжением ВАООНВТ, представляются к медали на ленте медали ВАООНВТ (UNTAET).
18. ↑  Сотрудники МООНСДРК, являвшейся продолжением МООНДРК, представляются к медали на ленте медали МООНДРК (MONUC).
19. ↑  Вручалась до учреждения в 1963 году особой для ОНУК ленты.
20. ↑  В случае непрерывной службы сначала в МООНГ, а затем в МООНПГ, в срок 90 дней выслуги засчитывается и служба в МООНГ.
21. ↑  В случае непрерывной службы сначала в МООНПГ, а затем в ПМООНГ, в срок 90 дней выслуги засчитывается и служба в МООНПГ.
22. ↑  В случае непрерывной службы сначала в ПМООНГ, а затем в ГПМООНГ, в срок 90 дней выслуги засчитывается и служба в ПМООНГ.
23. ↑  В случае непрерывной службы сначала в ГПМООНГ, а затем в МГМПГ, в срок 90 дней выслуги засчитывается и служба в ГПМООНГ.